# Micantulina
Micantulina — рід цикадок із ряду клопів.

## Опис
Цикадки довжиною близько 3—4 мм. Стрункі, білі або жовтуваті.
- Micantulina acuticeps (Linnavuori, 1962)
- Micantulina micantula (Zetterstedt, 1840)
- Micantulina pseudomicantula (Knight, 1966)
- Micantulina stigmatipennis (Mulsant & Rey, 1855)
- Micantulina teucrii (Cerutti, 1938)